# Helena (księżyc)
Helena (Saturn XII) – mały, lodowy księżyc Saturna, odkryli go Pierre Laques i Jean Lecacheux w 1980 roku z obserwatorium naziemnego w Pic du Midi.
Jego nazwa pochodzi od Heleny Trojańskiej, postaci z mitologii greckiej. Helena porusza się po tej samej orbicie co dużo masywniejsza Dione, w punkcie Lagrange’a L4 na orbicie tego księżyca, jest więc tzw. księżycem trojańskim.
Na powierzchni tego księżyca znajdują się zarówno góry i kratery, jak też niezwykle gładkie, pokryte smugami obszary.

## Galeria

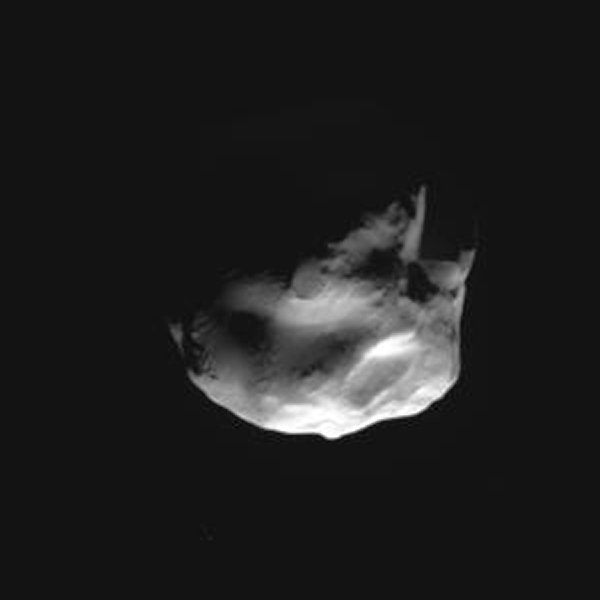
Zdjęcie z sondy Cassini (3 marca 2010)
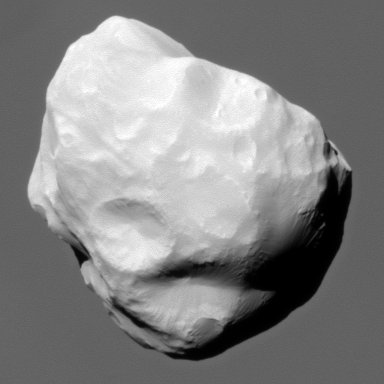
Zbliżenie powierzchni księżyca (marzec 2010)
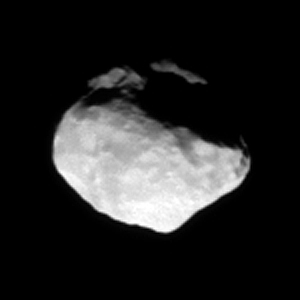
Cassini (listopad 2008)
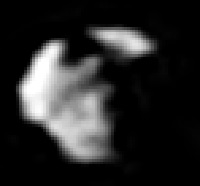
Voyager 2 (sierpień 1981)